# Deadmau5
deadmau5 (dead mouse en anglais, littéralement « souris morte »), de son vrai nom Joel Thomas Zimmerman, né le 5 janvier 1981 à Niagara Falls en Ontario, est un disc-jockey (DJ) et producteur musical canadien. Son travail s'oriente vers les styles electro house, house progressive et techno minimale. Il se fait connaitre à la fin des années 2000 grâce à des titres tels que Faxing Berlin, Not Exactly ou encore Ghosts 'n' Stuff.
Nommé six fois aux Grammy Awards, il est un des disk-jockey les plus riche, sa fortune s'élevant à 45 millions de dollars en 2014. deadmau5 a collaboré avec des compositeurs et producteurs tels que Kaskade, MC Flipside, Rob Swire du groupe Pendulum, Wolfgang Gartner, Bighorse et Steve Duda.

## Biographie

### Débuts (2005–2006)

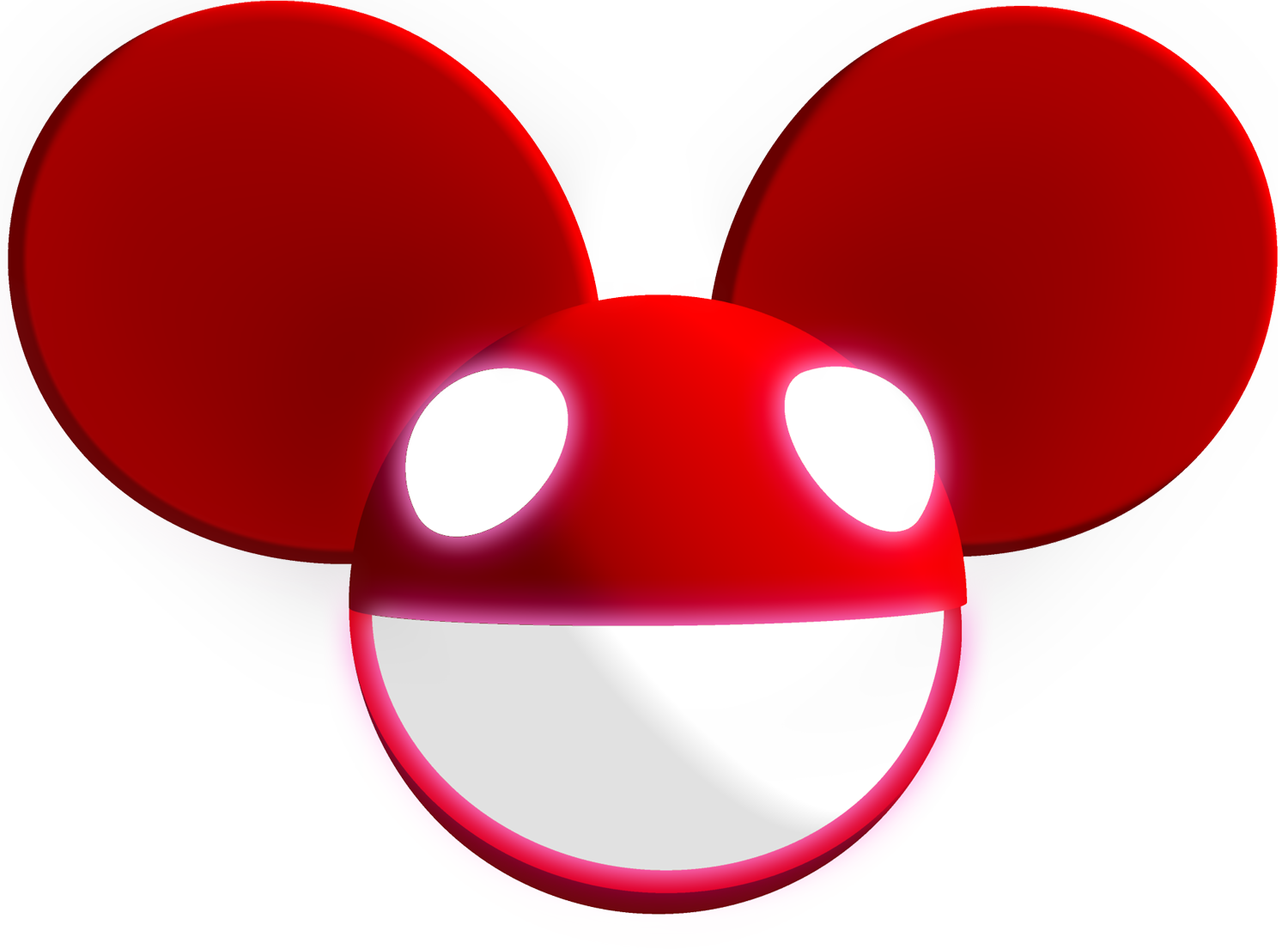
La « mau5head ».

Joel Zimmerman est né le 5 janvier 1981 à Niagara Falls, Ontario, au Canada,. Il y devient coproducteur d'une émission de radio nommée The Party Revolution sur la bande 101.1 The Planet dans les années 1990. Mais il débute officiellement sa carrière dans la musique à Toronto sous le label discographique Play Digital. Il y crée son premier album en 2005 intitulé Get Scraped suivi de Vexillology.
Le nom de « deadmau5 » vient d'un incident s'étant produit chez Joel Zimmerman lorsqu'il n'avait que 13-14 ans. Il discutait avec l'un de ses amis par ordinateur, avant que ce dernier ne s'éteigne brusquement. D'après le père de Zimmerman, une étrange odeur de brûlé se serait fait sentir. Zimmerman démonte alors son ordinateur et y trouve une souris morte. Le nom de départ était « Deadmouse » (« souris morte » en français) qu'il a choisi de transformer en deadmau5 par leet speak car Deadmouse comprenait trop de caractères pour pouvoir être utilisé comme nom d'utilisateur sur le réseau IRC qu'il utilisait à l'époque. Ce nom est à l'origine de la grande tête de souris, surnommée Mau5head, qu'il porte dans la plupart de ses concerts et qui lui sert également de logo. Celle-ci se veut relativement schématique, un peu façon Mickey Mouse avec ses grandes oreilles rondes, le plus souvent rouges mais qui se décline sous de très nombreuses couleurs, parfois même avec des petits miroirs comme une boule à facettes avec les yeux qui peuvent s'éclairer ou clignoter.
All U Ever Want, un single créé en collaboration avec Billy Newton-Davis gagne un Juno Awards en 2008 dans la catégorie des titres Dance. Par ailleurs, le remix de No Pressure de One+One par deadmau5 est inclus à la radio Electro-Choc dans le jeu vidéo Grand Theft Auto IV. Ainsi que sa collaboration avec Chris Lake pour le titre I Thought Inside Out. Le 19 février 2008, sur sa page officielle MySpace, deadmau5 crée la surprise en mettant en ligne un lien de téléchargement de 56 titres qu'il avait créés plus tôt dans sa carrière,. L'initiative fut ainsi nommée Project 56 et les nombreux titres étaient de longueur variable mais pour la plupart courts (quelques secondes), en effet il s'agissait plutôt de titres expérimentaux sans réelle volonté d'aboutissement.

### Popularisation (2007–2009)

Joel Zimmermann.

deadmau5 connaît le succès en février 2007 alors qu'un exemplaire de Faxing Berlin fut diffusée sur une émission de radio animée par Pete Tong. Dès lors, deadmau5 réalise des singles en ligne, fonde son label Mau5trap Recordings et a été inclus dans 15 compilations dance en 2007. Joel Zimmerman est alors considéré comme « le plus remarquable producteur de 2007 » par Tiësto et Armin van Buuren, respectivement 2e et 1er du classement des DJs de DJmag.com cette année-là.
deadmau5 devient le DJ—producteur—remixeur le plus récompensé des Beatport Music Awards. Il est décrit comme « la personne la plus influente, plus avant-gardiste et plus pertinente en musique électronique lors de ce concours en 2008. » Il y gagne plusieurs prix, dont celui du meilleur artiste electro house et progressive house ainsi que celui des meilleurs singles composés durant cette année. Toujours sur ce site, il devient l'artiste ayant le plus vendu avec plus de 30 000 téléchargements pour les singles Not Exactly, Faxing Berlin, et Ghosts N Stuff. Après cela, il signe avec le grand label de musique électronique américain Ultra Records pour son 4e album Random Album Title commercialisé en septembre 2008,. Joël est aussi en collaboration avec Tommy Lee sous le nom de « WTF? » avec la participation de DJ Aero et Steve Duda ainsi que de BSOD, toujours avec celle de Steve Duda. Il signe aussi régulièrement des collaborations avec d'autres artistes comme Mellefresh, Jelo, ou encore Glenn Morrison. L'une d'elles, Move for Me, réalisée avec Kaskade s'est retrouvée en première place du classement Hot Dance Airplay, le classement des meilleurs diffusion en club aux États-Unis du magazine Billboard dans son édition du 6 septembre 2008. Elle sera l'objet du premier clip vidéo de deadmau5.
En 2009, deadmau5 a même été nommé aux Grammy Awards pour son remix de The Longest Road des artistes Morgan Page et Lissie. Cette même année, pour les Beatport Music Awards, il devient de nouveau celui qui remporte le plus de prix, gagnant les mêmes qu'en 2008 et devenant ainsi le « plus grand DJ » deux années de suite. Le 5 février, en collaboration avec l'entreprise Future Audio Workshop, il sort une application pour iPhone ou iPod Touch, nommée Touch Mix, première du nom ; celle-ci permet de mixer une dizaine de morceaux du musicien grâce à une interface adaptée à l'écran de ces appareils.
Le 27 avril, le deuxième clip vidéo de deadmau5 est mise en ligne sur sa chaîne officielle YouTube. Le clip est celui du titre qu'il avait réalisé avec Kaskade intitulé I Remember qui se présente un peu comme un court-métrage, une version longue sera d'ailleurs réalisée et également éditée sur YouTube. deadmau5 a par ailleurs informé via MySpace et sa newsletter la sortie de son nouvel album, For Lack of a Better Name le 22 septembre 2009 aux États-Unis et le 5 octobre pour le reste du monde sous le label Ultra Records. L'album, dont la liste des titres avait été dévoilée et certains morceaux sortis avant la sortie officielle de l'album, semblent prendre un autre tournant en incluant d'autres styles de musiques avec notamment un featuring du titre à succès Ghosts N Stuff avec le chanteur Rob Swire du groupe Pendulum ou encore Hi Friend! en featuring avec MC Flipside, déjà sorti en 2008 qui contient un sample de la chanson Thriller de Michael Jackson mais à l'envers. Le 24 août 2009 sort le clip officiel du titre Ghosts N Stuff avec la voix de Rob Swire sur la chaîne de deadmau5 sur YouTube, bien que certaines copies officieuses furent éditées sur le site auparavant. Dans ce clip apparait clairement un tatouage de Space Invader sur le cou de l'artiste, bien que celui-ci existait bien avant. Certains y ont vu une filiation avec le logo du DJ français Joachim Garraud, qui est également un Space Invader. Des théories ont prétendu que deadmau5 appréciait la musique de Joachim Garraud, ce qu'il a récusé affirmant ne pas connaitre cet artiste auparavant, d'autres affirmant que les artistes prévoyaient une collaboration[réf. souhaitée].

### De4x4=12àStuff I Used to Do(depuis 2010)
En juin 2010, l'officialisation du partenariat entre Activision et deadmau5 est annoncée pour devenir l'un des ambassadeurs du jeu vidéo DJ Hero 2 commercialisé courant octobre aux États-Unis et en Europe,,,. Lors d'une prestation le 30 juillet 2010, deadmau5 s'effondre sur scène souffrant d'épuisement et de vomissements ; il est amené à l'hôpital le plus rapidement possible où il est examiné. Cet incident l'a conduit à annuler neuf concerts,,.
Sur une période d'une décennie, entre 2004 à 2014, il atteint treize fois la première place des ventes sur Beatport, ce qui en fait le meilleur vendeur de la plateforme de téléchargement, devant Hardwell ou Dimitri Vegas & Like Mike.
En 2020, avec la plateforme Worldwide Asset eXchange, il met en vente pour 100 000 $ de ses créations sous forme de NFTs.

## Style musical
deadmau5 indique sur son site Internet qu'il s'inspire de nombreux genres musicaux, principalement électroniques. Il y cite la techno et plus particulièrement la minimale mais s'inspirant aussi beaucoup de la tech house, de la trance ou de l'electro. Mais son style ne s'arrête pas là, on retrouve bien souvent de l'electro house mais aussi beaucoup de house progressive. Ses derniers morceaux ainsi que ses sets live montrent l'intérêt grandissant qu'il porte au dubstep, signant d'ailleurs l'artiste Skrillex sur son label[réf. nécessaire]. deadmau5 a également produit quelques morceaux dans un style proche du trip hop, comme l'inédit Failbait[réf. souhaitée].

### Influences
Tout comme son style de musique, ses influences sont variées. Il cite comme personnes l'ayant influencé : Sasha, John Digweed, ceux-ci étant connus pour leurs réalisations en house progressive, Pete Tong, Tiësto, Carl Cox, Dubfire, Eric Prydz, Sander Kleinenberg, Erick Morillo et Laurent Garnier, précisant que la liste est en réalité bien plus longue. Il a également cité, au cours d'une interview, Radiohead et Boards of Canada comme les artistes l'ayant mis sur la voie de la musique qu'il pratique actuellement.

### Matériel

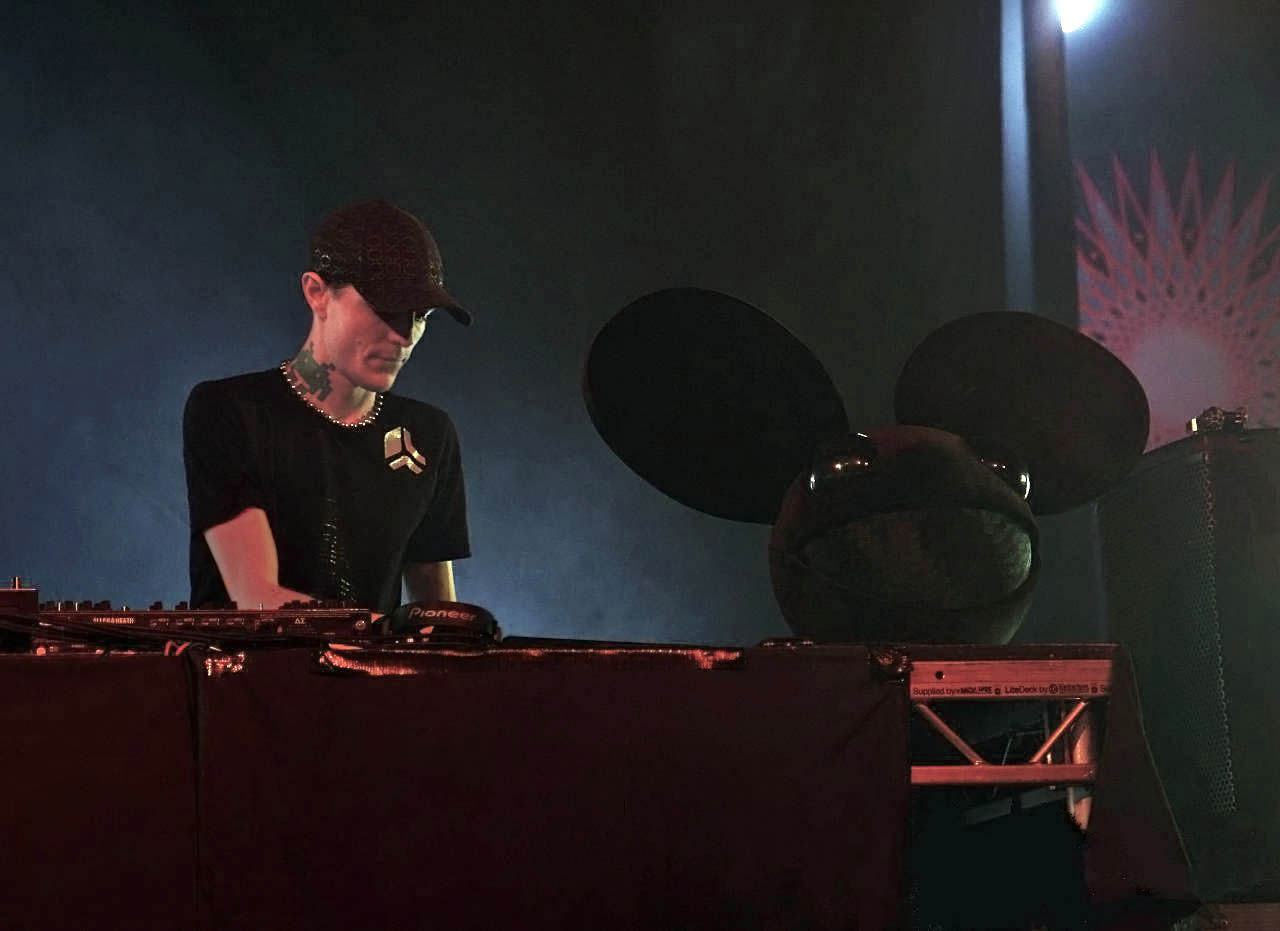
deadmau5 live à Glastonbury en 2009.

Pour la composition, deadmau5 utilise deux principaux synthétiseurs, un Moog Little Phatty et un Dave Smith Prophet '08. Il utilisait avant un Juno-106. Comme expandeurs, Joël se sert d'un Clavia Nord Rack 2x, d'un Minimoog Voyager Rack Mount Edition, d'un Korg Kaossilator ainsi que d'un Doepfer A-100 Analog Modular System pour ses basses. Quant aux contrôleurs, il utilise ceux de la marque Moog dont le CP-251 et plusieurs MoogerFooger, les MF-101, MF-102, MF-103, MF-104Z, MF-105, et surtout le MF-107 qu'il dit posséder en trois exemplaires.
Les logiciels qu'il utilise sur ses nombreux ordinateurs (un MacBook, un MacBook Pro ainsi qu'un ordinateur fixe en dual-screen) sont eux aussi nombreux même s'il utilise principalement en composition comme en prestation le logiciel Live d'Ableton. Les autres sont FL Studio, Reason, Reaktor, Cubase et Nuendo.
Pour ses concerts, ce n'est pas véritablement un DJ, activité qu'il critique sous certaines de ses formes. En effet, Joël fait des mix beaucoup plus libres, s'éloignant assez de l'activité de simple DJ utilisant des platines CD ou vinyles, il utilise pour cela la table de mixage Allen & Heath Xone:4D, autrefois la Xone:3D, reliée à un MacBook. Il se sert du JazzMutant Lemur, qu'il utilise aussi en composition, puis d'autres outils comme le Monome 256 et un appareil à multi-effets Pioneer EFX-1000. Il utilisait aussi à un moment une table de mixage Pioneer DJM-800. Il réalise par ailleurs une interview pour le magazine Future-Music dans laquelle il présente son studio d'enregistrement et l'ensemble des techniques et instruments qu'il utilise dans ses créations aussi bien que dans ses concerts. En 2009, il se met à utiliser la groovebox Native Instrument Maschine ainsi que 2 iPad utilisant TouchOSC eux-mêmes reliés à OSCulator et à Live.

### Controverses
En décembre 2007, Marcus Schössow, DJ Eco et Maor Levi ont créé un projet nommé Deadrat6 en ironisant sur le pseudonyme de deadmau5, avec des titres ressemblant,. Un autre projet similaire, faux lui aussi, est créé sous le nom de Sinterklaa5. En réponse, deadmau5 a lui aussi ironiquement créé une piste sous le pseudonyme de « Marcus Fatsow » en parodiant le nom de Marcus Schössow (fat sow en anglais signifiant « grosse truie »). La rivalité entre deadmau5 et Marcus Schössow monte d'un cran lors d'une représentation en avril 2008 à Oslo, en Norvège, où, selon Marchus Schössow, Joel Zimmerman aurait refusé de jouer dans le club si Marcus allait, lui aussi, y jouer après. Cela conduit à empêcher à Marcus Schossow l'entrée au club et a fait de l'événement une prestation solo de deadmau5.
De plus la controverse née autour de deadmau5 s'est amplifiée quand il a joué l'Essential Mix en juillet 2008 avec une liste de musiques composée presque entièrement de ses propres morceaux et remixes, ce qui est mal vu dans la scène DJ[réf. souhaitée]. C'est en octobre 2008 que la polémique prend toute son ampleur avec un article de l'Irish Daily Star relatant une interview avec deadmau5, et dans laquelle il dit : « Pour être honnête, ça me donne envie de pioncer, je ne vois vraiment pas quelle prouesse technique cela représente de passer deux morceaux à la même vitesse en même temps, ça m'ennuie à mourir et j'espère, sans vouloir manquer de respect à quiconque, que ce genre de DJs suivront le chemin des putains de dinosaures, j'aimerais les voir putain de disparaître. Ils ne sont que des intermédiaires, ils sont comme des putains d'avocats. Vous avez besoin d'eux, mais ce sont des putains de salauds. Dieu les bénisse, ce sont mes meilleurs clients, donc je ne vais pas rabaisser chaque putain de DJ. Mais dire que l'on devient un artiste d'envergure perché sur un podium en jouant la production d'un autre à la même vitesse que la production d'un autre que soi, et en passant de l'un à l'autre avec les faders, je ne comprends pas. »
deadmau5 s'excusera de ce discours le 4 novembre 2008 en expliquant que l'interview était mauvaise et qu'elle n'exprimait pas correctement son opinion vis-à-vis des DJs. Sur sa page MySpace, il explique : « Laissez moi commencer par admettre… Je n'ai pas grandi dans la scène EDM. Je ne considère pas ma carrière comme étant celle d'un DJ. Je n'ai pas de "racines de DJ". Je n'ai jamais eu la moindre intention de devenir un DJ. Et ma conception du "DJ" en général à partir de ça a toujours été… Être bloqué dans une boîte de nuit quand j'aurais mieux fait de rester chez moi, et regarder quelques types appuyer sur le bouton « play/stop » et occasionnellement régler le curseur de pitch. Aimez le ou détestez le… Ça a juste été ma conception du DJ traditionnel. Dites-vous bien, je ne suis pas un p***** d'idiot complet, et je reconnais le talent quand je le vois… Et il y a beaucoup de DJ talentueux évidemment. À mes yeux, ceux-là seraient les seuls à utiliser la technologie pour délivrer de la musique d'une façon qui soit à la fois habile et innovante, bien plus que ma vision du DJ "play/stop/pitch". Pour moi, le club tourne autour de "la fête"… Les gens font la soirée… le DJ a évidemment besoin d'utiliser cela à son avantage, c'est du donnant-donnant. »
Le 10 juillet 2014, deadmau5 lance une nouvelle polémique en disant que la musique trance n'existe plus depuis la fin des années 1990 et qu'il regrette les artistes comme Union Jack et Art of Trance. Il renchérit en disant que A State Of Trance (ASOT), la plus célèbre émission radio de musique trance animée chaque semaine par Armin van Buuren, élu à cinq reprises meilleur DJ mondial, ressemble autant à la trance que Nelson Mandela fait en musique punk indépendante. Ces tweets provoquent un véritable tollé. Armin van Buuren lui répond en l'invitant à participer à mixer de la trance à la fête organisée pour le 700e épisode de A State Of Trance. deadmau5 lui réponds alors « Pourquoi tu ne viendrais pas chez moi faire le ménage et nourrir mes chats pendant une semaine ? ». Van Buuren reçoit beaucoup de messages de soutien face à deadmau5, de la part des fans de musique, mais aussi de la part de l'ensemble de la communauté musicale électronique. Le même jour, deadmau5 accuse le groupe Binary Finary auteur de la chanson 1998 d'avoir tué la trance, il s'ensuit une nouvelle guerre de tweets. Beaucoup de polémiques se sont par la suite déclenchées entre deadmau5 et d'autre DJs, notamment Diplo, Skrillex, Hardwell, etc.
En 2014, il se fait remarquer en jouant une version ridicule (plus précisément un remix qu'il a créé) d'Animals de Martin Garrix à l'Ultra Music Festival de Miami en 2014 (il avait remplacé Avicii qui était hospitalisé). Dans le courant de l'année, il critique vivement Paris Hilton pour sa « pseudo carrière » dans le milieu de la musique, et ses critiques devinrent des insultes quand cette dernière gagne un NRJ DJ Award. Cette récompense reçue par Hilton crée cependant un scandale dans le milieu de la musique électronique et notamment chez les auditeurs de NRJ.
En 2013, alors que le DJ tente de faire une marque déposée de son masque de souris aux États-Unis, les studios de production Disney bloquent la procédure sur la base que ce masque ressemble trop à la souris Mickey Mouse. Un accord est finalement trouvé entre les deux parties en 2015.
En octobre 2018, après deux déclarations publiques ayant générés deux controverses séparées, il annonce une mise en retrait pour gérer ses problèmes de santé mentale. En février 2019, il rompt son contrat avec Twitch après y avoir proféré des propos homophobes condamnés par la plateforme de jeux vidéo.

## Distinctions

### Récompenses
- Juno Awards :

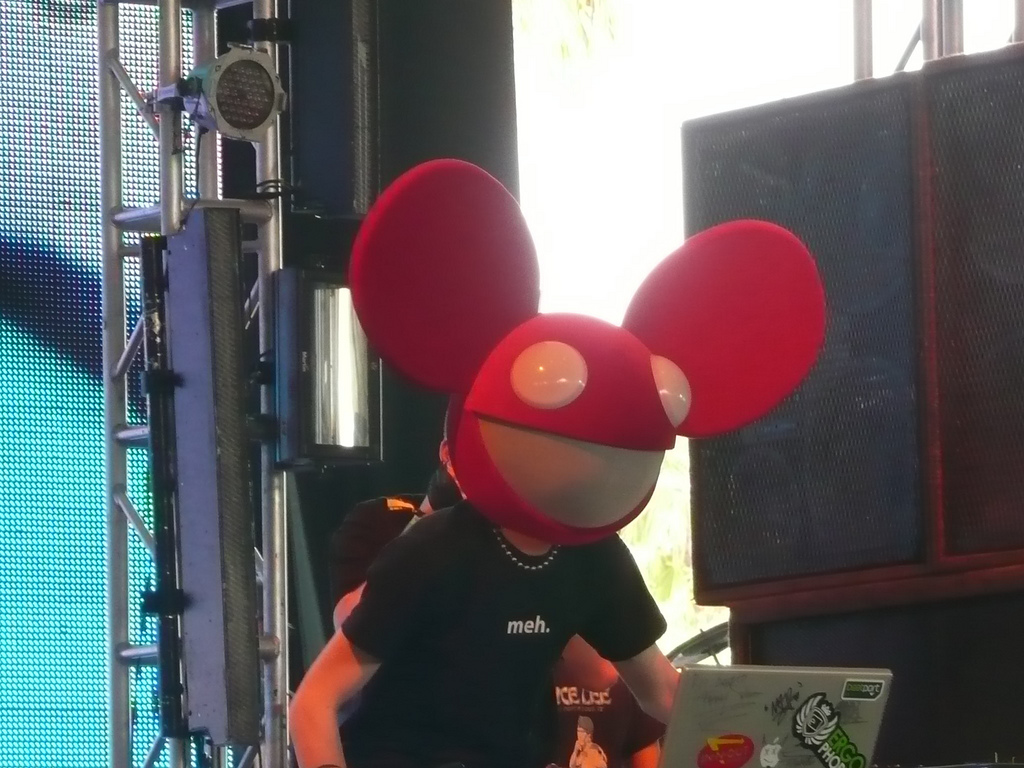
deadmau5 au Coachella en 2008.

  - 2008 : Meilleur enregistrement Dance de l'année pour All U Ever Want avec Billy Newton-Davis
  - 2009 : Meilleur enregistrement Dance de l'année pour Random Album Title
- Beatport Music Awards :
  - 2008 : Producteur de l'année
  - 2008 : Meilleur artiste d'electro house
  - 2008 : Meilleur artiste de house progressive
  - 2008 : Meilleur single avec Not Exactly
  - 2008 : Troisième meilleur remix pour celui de Community Funk de Burufunk et Carbon Community
  - 2009 : Meilleur artiste d'electro house
  - 2009 : Meilleur artiste de house progressive
- IDMA MIAMI
  - 2010 : Meilleure chanson électro
  - 2010 : Meilleur musicien solo
  - 2010 : Meilleur DJ nord-américain
- 2008 : 11e plus populaire DJ (plus haute nouvelle entrée)
- 2009 : 6e plus populaire DJ
- 2010 : 4e plus populaire DJ
- (DJ) 2011 : 4e plus populaire DJ
- 2012 : 5e plus populaire DJ
- 2013 : 12e plus populaire DJ
- (DJ) 2014 : 16e plus populaire DJ

## Discographie
- 2005 : Get Scraped
- 2006 : Vexillology
- 2008 : Random Album Title
- 2009 : For Lack of a Better Name
- 2010 : 4x4=12
- 2012 : > album title goes here <
- 2014 : while(1<2)
- 2016 : W:/2016ALBUM/

## Médias

### Clips musicaux
- deadmau5 & Kaskade - Move for Me
- deadmau5 & Kaskade - I Remember
- deadmau5 feat. Rob Swire - Ghosts 'n' Stuff (Vocal mix)
- deadmau5 feat. Chris James - The Veldt
- deadmau5 feat. Gerard Way - Professional Griefers
- deadmau5 & Imogen Heap - Telemiscommunications
- deadmau5 & Kaskade feat. Skylar Grey - Beneath With Me
- deadmau5 feat Rob Swire - Monophobia
- deadmau5 feat Lights - Drama Free
- deadmau5 feat Lights - When The Summer Dies

### Jeux vidéo

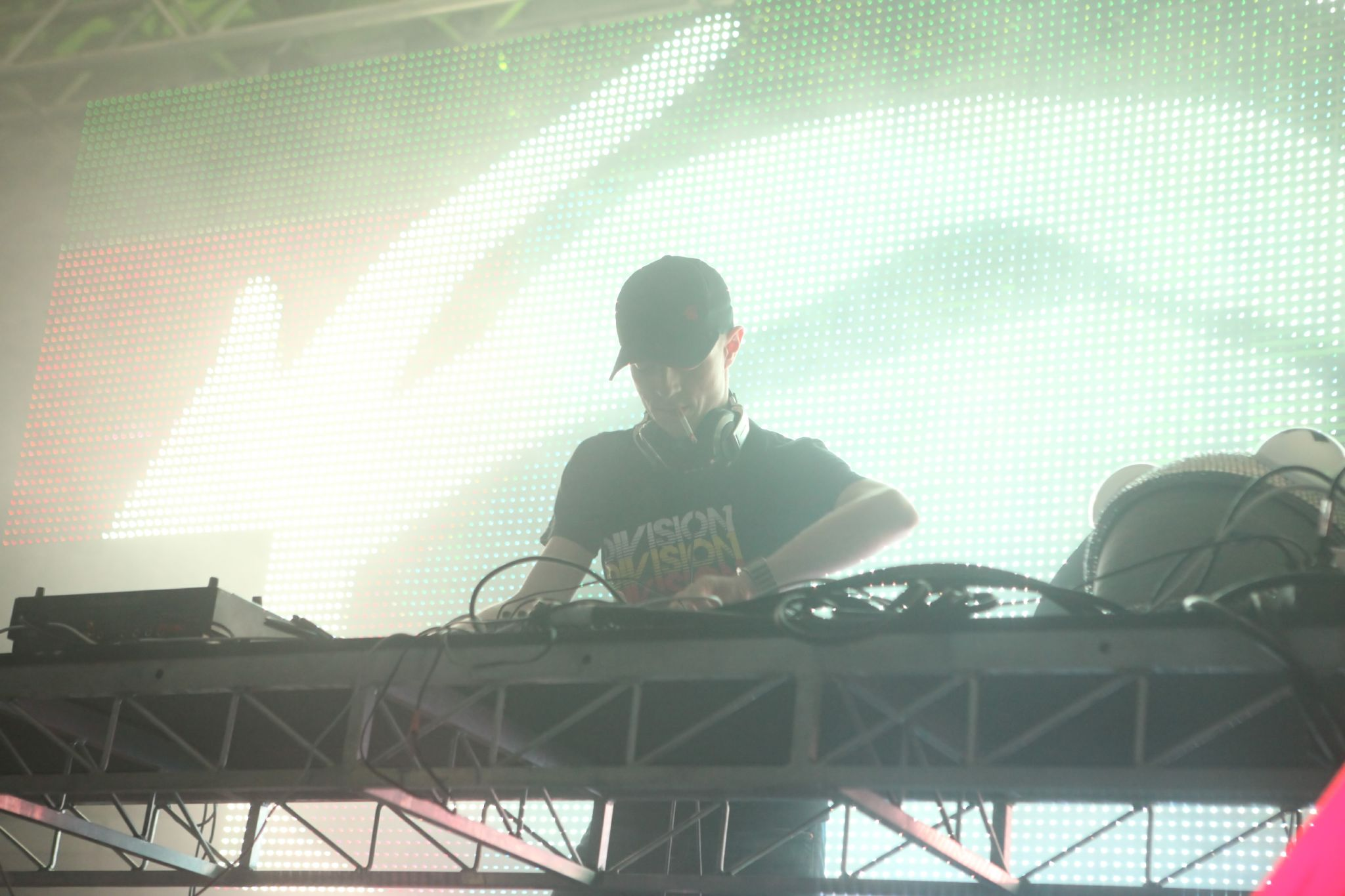
deadmau5 en live sans son masque.

deadmau5 et ses compositions musicales apparaissent dans de nombreux jeux vidéo. Il est DJ dans Grand Theft Auto: Chinatown Wars dans une radio portant son propre pseudonyme. Les jeux vidéo de la franchise Need for Speed proposent régulièrement des titres du musicien dont Need for Speed: Shift (Moar Ghosts 'n' Stuff), Need for Speed: Hot Pursuit (Sofi Needs A Ladder) et Need for Speed: Most Wanted (2012). Dans DJ Hero 2, plusieurs de ses morceaux remixés (bien que jamais par lui-même) ainsi que la possibilité de le voir modélisé en 3D en avatar jouable sont inclus,. Dans GoldenEye 007, le remix de I Remember par FSG sert de bande-son dans la salle principale du niveau Nightclub. Dans Test Drive Unlimited 2, on peut entendre Ghost 'N Stuff (feat. Rob Swire). Dans Gran Turismo 5, on peut entendre son remix de I'm Not Alone de Calvin Harris[réf. souhaitée]. Dans Saints Row: The Third avec le titre A City in Florida qui passe sur la radio k12.
Ayant contribué à la popularité du jeu indépendant Minecraft, Notch, le créateur du jeu et fondateur du studio de développement Mojang, l'a remercié en lui offrant un avatar spécial pourvu de grandes oreilles, pour qu'il puisse ressembler plus fidèlement à son costume de scène. Il possédait également un serveur public appelé mau5ville et dont l'adresse était mau5ville.com. Le serveur n'est aujourd'hui plus accessible. Dans Sound Shapes, un jeu de Queasy Games pour PlayStation 3 et PS Vita, deadmau5 a participé à la création musicale d'un des albums. Ce dernier met également à disposition plusieurs des sons et loops utilisés par deadmau5 pour la création de nouveaux tableaux par les joueurs. Dans FIFA 13, le titre Professional Griefers (feat. Gerard Way) est inclus. Dans Les Sims 3, le titre Some Chords peut être entendu sur la chaine « électronique ». Dans Diablo III, un objet lui est dédié, ressemblant au célèbre masque, ayant aussi pour effet de faire danser les monstres (disponible via la première extension, RoS).
deadmau5 apparaît dans Goat Simulator, jeu « bac-à-sable » où le joueur prend le contrôle d'une chèvre. Il est présent sous le nom de deadgoa7. Le joueur peut débloquer une mau5head verte pour sa chèvre[source secondaire souhaitée]. Watch Dogs met en scène un personnage nommé Defalt, hacker et producteur de musique électronique portant un masque de rat, parodiant explicitement deadmau5. Un pack de musique Dota 2 est composé par deadmau5, nommé Dieback. Dans le jeu de football en voiture Rocket League, une antenne et une casquette de toit représentent la fameuse tête de deadmau5. Dans le jeu sandbox Core durant octobre 2021, il a créé un monde nommé Oberhasli ainsi que un concert virtuel qui inclut son dernier titre When The Summer Dies.

### Filmographie
Il apparaît brièvement dans le film Runner Runner réalisé par Brad Furman. La scène se passe à une fête huppée organisée par Ivan Block où deadmau5 y mixe ses hits : Fn Pig et Strobe. Il apparaît dans une scène de la série Gossip Girl, il mixe dans une soirée huppée de New York. Il apparaît également dans un épisode de la série Les Experts (saison 11, épisode 2).